# Partamona brevipilosa
Partamona brevipilosa är en biart som först beskrevs av Schwarz 1948.  Partamona brevipilosa ingår i släktet Partamona och familjen långtungebin. Inga underarter finns listade i Catalogue of Life.